# Bahamy na Mistrzostwach Świata w Lekkoatletyce 2017
Bahamy na Mistrzostwach Świata w Lekkoatletyce 2017 – reprezentacja Bahamów podczas mistrzostw świata w Londynie liczyła 21 zawodników, którzy zdobyli 2 medale.

## Zdobyte medale
| Medal  | Zawodnik            | Konkurencja        | Rezultat | Data        |
| ------ | ------------------- | ------------------ | -------- | ----------- |
| srebro | Steven Gardiner     | bieg na 400 metrów | 44,11    | 8 sierpnia  |
| brąz   | Shaunae Miller-Uibo | bieg na 200 metrów | 50,49    | 11 sierpnia |

## Skład reprezentacji
Mężczyźni
| Zawodnik                                                   | Konkurencja        | Preliminaries | Preliminaries | Eliminacje | Eliminacje | Półfinał | Półfinał | Finał    | Finał   |
| Zawodnik                                                   | Konkurencja        | Rezultat      | Pozycja       | Rezultat   | Pozycja    | Rezultat | Pozycja  | Rezultat | Pozycja |
| ---------------------------------------------------------- | ------------------ | ------------- | ------------- | ---------- | ---------- | -------- | -------- | -------- | ------- |
| Warren Fraser                                              | bieg na 100 metrów | 10,30         | 8. Q          | 10,42      | 38.        | NQ       | NQ       | NQ       | NQ      |
| Teray Smith                                                | bieg na 200 metrów | —             | —             | 20,77      | 33.        | NQ       | NQ       | NQ       | NQ      |
| Steven Gardiner                                            | bieg na 400 metrów | —             | —             | 44,75      | 2. Q       | 43,89    | 1. Q     | 44,41    | srebro  |
| Warren Fraser Shavez Hart Sean Stuart Teray Smith          | sztafeta 4 × 100 m | —             | —             | DSQ        | DSQ        | —        | —        | NQ       | NQ      |
| Alonzo Russell Michael Mathieu O’Jay Ferguson Ramon Miller | sztafeta 4 × 400 m | —             | —             | 3:03,04    | 11.        | —        | —        | NQ       | NQ      |

| Zawodnik      | Konkurencja | Kwalifikacje | Kwalifikacje | Finał | Finał   |
| Zawodnik      | Konkurencja | Wynik        | Pozycja      | Wynik | Pozycja |
| ------------- | ----------- | ------------ | ------------ | ----- | ------- |
| Donald Thomas | skok wzwyż  | 2,22         | =22.         | NQ    | NQ      |

Kobiety
| Zawodniczka                                                           | Konkurencja                | Eliminacje | Eliminacje | Półfinał | Półfinał | Finał    | Finał   |
| Zawodniczka                                                           | Konkurencja                | Rezultat   | Pozycja    | Rezultat | Pozycja  | Rezultat | Pozycja |
| --------------------------------------------------------------------- | -------------------------- | ---------- | ---------- | -------- | -------- | -------- | ------- |
| Tynia Gaither                                                         | bieg na 200 metrów         | 22,98      | =9. Q      | 22,85    | 8. q     | 23,07    | 8.      |
| Shaunae Miller-Uibo                                                   | bieg na 200 metrów         | 22,69      | 2. Q       | 22,49    | 2. Q     | 22,15    | brąz    |
| Anthonique Strachan                                                   | bieg na 200 metrów         | 23,23      | 15. Q      | 23,21    | 16.      | NQ       | NQ      |
| Shaunae Miller-Uibo                                                   | bieg na 400 metrów         | 50,97      | 3. Q       | 50,36    | 3. Q     | 50,49    | 4.      |
| Devynne Charlton                                                      | bieg na 100 m przez płotki | 13,02      | 19. Q      | 12,95    | 13.      | NQ       | NQ      |
| Devynne Charlton Carmiesha Cox Jenae Ambrose Tynia Gaither            | sztafeta 4 × 100 m         | DSQ        | DSQ        | —        | —        | NQ       | NQ      |
| Lanece Clarke Christine Amertil Anthonique Strachan Shaquania Dorsett | sztafeta 4 × 400 m         | DNF        | DNF        | —        | —        | NQ       | NQ      |

| Zawodniczka   | Konkurencja | Kwalifikacje | Kwalifikacje | Finał | Finał   |
| Zawodniczka   | Konkurencja | Wynik        | Pozycja      | Wynik | Pozycja |
| ------------- | ----------- | ------------ | ------------ | ----- | ------- |
| Bianca Stuart | skok w dal  | 5,91         | 28.          | NQ    | NQ      |
| Tamara Myers  | trójskok    | 13,41        | 24.          | NQ    | NQ      |